# Olios plumipes
Olios plumipes är en spindelart som beskrevs av Cândido Firmino de Mello-Leitão 1937. 
Olios plumipes ingår i släktet Olios och familjen jättekrabbspindlar. Inga underarter finns listade i Catalogue of Life.